# Троицк (Челябинска област)
Троицк (на руски: Троицк) е град в Русия, разположен в градски окръг Троицк, Челябинска област. Административен център на Троицки район. Населението му към 1 януари 2018 година е 73 911 души.